# Печений Володимир Петрович
Печений Володимир Петрович (*20 червня 1949, м. Чернівці) — журналіст, громадсько-політичний діяч.

## Біографія
Народився 20 червня 1949 року в місті Чернівці. У 1974 р. закінчив філологічний факультет Чернівецького державного університету (нині Чернівецький національний університет імені Юрія Федьковича). Трудову діяльність почав ще будучи студентом, з 1969 року працював літературним співробітником районної газети «Радянське життя» (м. Кіцмань Чернівецької області), яку редагував відомий журналіст Роман Павлович Кирилюк, згодом — заступником директора Чернівецької обласної філармонії, заступником директора з навчально-виховної роботи одного з профтехучилищ м. Чернівці. Впродовж 1978—1984 рр. викладав літературу і російську мову в Ново-Устінській середній школі Хабаровського краю, а також одночасно виконував обов'язки заступника директора. Очолював школу-інтернат у селищі Охотськ. З 1984 по 1990 р. працював заступником директора середньої школи, інспектором і заступником завідувача міського відділу народної освіти у Магадані. У квітні 1990 р. Володимир Печений затверджений Магаданською міською Радою народних депутатів заступником голови Магаданського міськвиконкому, а у 1997 р., після введення посади «мер міста», — першим заступником мера міста Магадана. В жовтні 2004 р. обраний мером м. Магадана, у 2008 р. знову балотувався на посаду мера і зайняв перше місце, набравши 85,9 відсотка голосів виборців. З лютого 2013 р. Президент Росії Володимир Путін призначив В. П. Печеного на посаду виконуючого обов'язки губернатора Магаданської області.

## Нагороди і відзнаки
- Медаль ордена «За заслуги перед Отечеством» ІІ ступеня.
- Орден «Иван Калита» (Московская область, 2008).
- Орден Преподобного Серафима Саровского ІІІ ступеня (РПЦ, 2008).
- Почесний знак «Отличник народного образования РСФСР».
- Звание «Ветеран труда».
- Почесна грамота Ради Федерації Федеральних Зборів Російської Федерації (2009).